# Сигмунд Фројд
Сигмунд Фројд ( , право име Сигисмунд Шломо Фројд; Фрајберг ин Мерен (Прибор), 6. мај 1856 — Лондон, 23. септембар 1939), био је аустријски неуролог и оснивач психоанализе, клиничке методе за процену и лечење патологија за које се сматра да потичу из сукоба у психи, кроз дијалог између пацијента и психоаналитичара, и карактеристичне теорије ума и људског деловања која произилазе из тога.
Фројд је рођен од родитеља галицијских Јевреја у моравском граду Фрајбергу, у Аустријском царству. Доктор медицине постао је 1881. године на Универзитету у Бечу. По завршетку хабилитације 1885. године, именован је за доцента неуропатологије, а 1902. постао је придружени професор. Фројд је живео и радио у Бечу где је тамо основао своју клиничку праксу 1886. Након немачке анексије Аустрије у марту 1938. године, Фројд је отишао из Аустрије да избегне нацистички прогон. Умро је у егзилу у Уједињеном Краљевству 1939. године.
У оснивању психоанализе, Фројд је развио терапијске технике као што су коришћење слободне асоцијације и открио трансфер, успостављајући његову централну улогу у аналитичком процесу. Фројдова редефиниција сексуалности како би укључила њене инфантилне форме навела га је да формулише Едипов комплекс као централно начело психоаналитичке теорије. Његова анализа снова као испуњења жеља пружила му је моделе за клиничку анализу формирања симптома и механизама потискивања у основи. На основу тога, Фројд је разрадио своју теорију несвесног и наставио да развија модел психичке структуре који се састоји од ида, ега и супер-ега. Фројд је постулирао постојање либида, сексуализоване енергије у коју су обложени ментални процеси и структуре и која генерише еротске везаности, и нагон смрти, извор компулзивног понављања, мржње, агресије и неуротичне кривице. У свом каснијем раду, Фројд је развио широку интерпретацију и критику религије и културе.
Иако је у општем паду као дијагностичка и клиничка пракса, психоанализа остаје утицајна у психологији, психијатрији, психотерапији и широм хуманистичких наука. Стога наставља да генерише опсежну и веома спорну дебату у вези са њеном терапијском ефикасношћу, њеним научним статусом и да ли унапређује или омета феминистички покрет. Без обзира на то, Фројдов рад је прожео савремену западну мисао и популарну културу. В. Х. Оден у поетском одавању почасти Фројду из 1940. описује да је Фројд створио „читаву климу мишљења / под којом водимо наше различите животе“.

## Биографија

### Детињство
Сигмунд Фројд рођен је 6. маја 1856. године у месту Фрајберг у Моравској (место се данас зове Прибор, а налази се у Чешкој) као Sigismund Schlomo Freud. Фројдов отац Јакоб био је духовит и оштроуман трговац вуном. Фројдова мајка Амали била је жена ведра духа, уједно друга супруга свога мужа која је уз то била 20 година млађа од њега. У 21. години родила је свог првог сина, Сигмунда. Он је имао два полубрата и шесторо млађе браће и сестара. Када је Фројду било четири године с родитељима се сели у Беч, јер очев посао трговине вуном више није био исплатив. Још док је био дете родитељи су уочили како је мали Сигмунд изразито бистро дете те је стога уживао и посебан статус унутар породице. Иако су живели у малом стану са седмеро деце Сигмунд је имао властиту собу и уљану светиљку, док су остала деца за расвету при учењу користила свеће. Као дете маштао је о томе да постане генерал или министар, али како је био Јевреј није му било допуштено да се бави се било каквим занимањем осим медицинског и правног. То га није спречавало да научи да говори француски, енглески, италијански и шпански језик, те да се посвети проучавању дела познатих писаца и филозофа, а посебно дела Ничеа, Хегела, Шекспира, Шопенхауера и Канта.

### Студије
Као што је претходно речено, као Јевреј у Бечу могао је да бира само између медицине и права и 1873. године одлучио је да студира медицину, иако је у први мах желео да постане адвокат, и сходно томе уписује студије медицине на Бечком универзитету. Ту ће упознати сестрину пријатељицу Марту Бернајс с којом ће се касније оженити. Године 1877, променио је своје име Сигисмунд Шломо Фројд у Сигмунд Фројд. О његовој младости мало се зна јер је у два наврата уништавао списе на основу којих би се могло сазнати више. Први пут је то учинио 1885. године, а 1907. по други пут. Списи који су настали касније били су сачувани и брижно чувани у Фројдовој архиви која је била доступна само његовом животописцу Ернесту Џонсу те неколицини психоаналитичара који су му били блиски.
Након завршетка школовања 1881. са 25 година прихвата радно место у Институту за церебралну анатомију где спроводи истраживања упоређујући мозгове одраслих људи и фетуса. Неколико година касније ради студију о кокаину те 1884. године открива његова аналгетска својства и искушава га на себи. Наредна 1885. година је значајна за Фројдову каријеру. Тада је позван да проведе четири месеца у Паризу и ради с једним од најпознатијих неуролога тога времена Жан-Мартеном Шарком који је истраживао узроке и терапију хистерије путем хипнозе. Године 1886, враћа се из Париза у Беч и отвара приватну праксу. Отворивши приватну праксу Фројд се посвећује оболелима од хистерије, која је у то доба било уобичајавана, и лечи је електротерапијом и хипнозом. Касније ће одустати од хипнозе те применити методу слободних асоцијација и анализе снова. Његове теорије и третман пацијената биле су, а и данас има доста спора о томе, контроверзне. Стога су су његове идеје често обрађиване у разним делима, како стручним тако и лаичким. Фројдови следбеници држе се свог узора, док га други виде (посебно на пољу психијатрије) као филозофског визионара који је преобличавао слику људске природе и помогао у супротстављању табуима, али чије су теорије посрнуле у пракси.

### Научни рад
Истраживању проблема хистерије посветили су се нешто касније заједно Фројд и Јозеф Бројер. Из резултата тог истраживања произашла је њихова заједничка књига Студије на подручју хистерије у којој постављају хипотезу да симптоми хистерије произлазе из потиснутих сећања и трауматских догађаја. Но, недуго након објављивања књиге (1895) из јавности незнаних разлога прекидају сарадњу. Поучен искуствима заједничких истраживања Фројд заступа стајалиште да је узрок хистерије сексуалне природе и тада развија део оног што ће касније постати познато као психоаналитичка теорија. Након раскида с Бројером Фројд се и даље посвећује истом проблему. Тако у априлу 1897. открива Едипов комплекс, а 1899. појављују се и његови први значајни текстови. Године 1900, објављује књигу Тумачење снова, своје најзначајније дело, која се темељи на анализи његових властитих снова. Након ње следе: Психопатологија свакодневног живота (1901), Три расправе о теорији сексуалности (1905), Шале и њихова повезаност с несвесним (1905). У књизи Три есеја о сексуалности Фројд износи идеју да се деца рађају са сексуалним потребама, а њихови родитељи су почетни сексуални објекти, након чега је у јавности проглашен лудаком. У делу Фрагмент једне анализе хистерије анализира трауматску функцију сексуалности у хистерији, као и улогу хомосексуалности.
Године 1902, оснива Психолошко друштво средом у којем окупља своје прве ученике (Фердерн, Ранка, Адлер). Од 1912. бави се питањем оца, појмовима нагона живота (ерос) и нагона смрти (thanatos), принципа стварности и принципа задовољства. Године 1913, објављује текст Тотем и табу у којем расправља о културно историјском феномену забране инцеста, 1915. објављује три метапсихолошка огледа: Нагон и нагонске судбине, Потискивање и Несвесно, а 1916. Жалост и меланхолија. Због епидемије грипа (1920) умире Фројдова кћерка Софи, а исте године он предлаже нови модел друштвеног склопа у коме се појављују его, ид и суперего. Његов истраживачки допринос укључује и откривање нових особина живчаних ћелија код златних рибица и постојање тестиса код мужјака јегуље. Ипак, најважнијим открићем сматра се чињеница да кокаин може бити употребљен за лечење многих болести. Сам Фројд је узео дрогу без појаве неких штетних учинака, но његово одушевљење овим открићем убрзо се смањило због спознаје да кокаин ствара зависност. Године 1922, установљен му је рак непца. До смрти се подвргавао низу операција, након којих није био излечен.
Упркос протесту антисемитских кругова 1930. године прима награду Goethepreis (награда града Франкфурта) за рад Нелагода у култури.
Након што су нацисти анектирали Аустрију 1938. године, а пре тога у Берлину јавно спалили Фројдове књиге, Сигмунд Фројд напушта Аустрију и пресељава се у Енглеску, где до саме смрти, узроковане раком непца, лечи своје пацијенте. Дана 23. септембра 1939. 3 сата ујутро Фројдов кућни лекар је установио његову смрт, а након смртоносне дозе морфија, коју је Фројд сам затражио.
Сигмунд Фројд је деда сликара Луциена Фројда, комедиографа и писца Клемента Фројда, а прадеда новинарке Еме Фројд и модне дизајнерке Беле Фројд.

## Фројдова схватања
Примарно заинтересован за психолошку терапију, Фројд је морао да развије хипотезу о људској природи (та се хипотеза сада назива дубинском психологијом), помоћу које би могао да изведе своју терапију. У својим каснијим списима, он је развио импликације ове хипотезе. У човековој психолошкој структури разликовао је три чиниоца, Ид, Его и Суперего. Ови чиниоци, уз појмове несвесног (цензура, репресија, сублимација), и хипотезе о улози сексуалности у људском животу, чине оквир његовог гледишта.
Его је центар рационалне свесности и ефективне делатности. Суперего је дестилат притисака и захтева друштва, и оно је извор моралних прописа и упутстава. Ид је извор притицања либида у психу. Пошто је та енергија по својој природи сексуална, его је, такорећи, ухваћен између притисака ида и суперега. У тој ситуацији, его тражи начин да ове различите притиске доведе у хармонију, па задовољава једне, а одбацује друге.
Када је захтев ида у превеликом сукобу са суперегом, его и суперего ће га се отарасити потискујући његов садржај у несвесни део психе. Тај репресивни чин је назван цензуром. Иако проширује појам психе тако да поред свесног у њега укључује и несвесне садржаје, Фројд је остао присталица емпиризма, и инсистира на томе да је сваки несвесни садржај некада био свестан и да је у психу ушао преко искуства.
Пошто потиснути садржаји задржавају своју ефикасност, они утичу на наш свесни живот на разне скривене начине. Тако се извор креативности у свим пољима објашњава помоћу сублимације овог складишта енергије у прихватљиве и плодне канале. Неуроза се јавља кад нормални канал репресија-сублимација из неког разлога не функционише како треба. У тој ситуацији, повратак у нормалност може се постићи помоћу психоанализе. Психоанализа је процес испитивања несвесног који води аналитичар који стимулише сећање и користи фрагменте снова да би обновио и разумео проблематични садржај који је изазвао блокаду. Претпоставка је да незгодни садржај, када се једном синтетише у свести, губи своју моћ да омета нормално функционисање психе.
Најчешће потискивани јесу они садржаји који се концентришу око инцестуозних односа, поготово у Едиповом и Електрином комплексу (жељи сина за мајком, и кћери за оцем).
Једно од средстава да се избегну и индивидуална неуроза и зрелост јесте упражњавање религије. Религија је пројекција оца с његовим забранама и наређењима у космичке димензије. Кроз религију одрасли постижу сигурност детињства, и продужавају своју инфантилност кроз читав живот. Хватањем за неку илузију, учествовањем у масовној неурози, често се може избећи индивидуална неуроза.
Зрелост се, према Фројду, постиже замењивањем лагодности и нелагодности свих наших илузија принципом реалности и принципом задовољства (чија је парадигма сексуални ужитак) као циљевима живота.
Посматрајући Ерос, или задовољство, као животни инстинкт, Фројд му је супротставио Танатос, инстинкт смрти. Говорећи на митолошки начин, он је био спреман да људску историју посматра као резултат борбе ова два принципа.

## Фројдизам
Фројдизам је општи појам за утицај Фројдових идеја и психоанализе у многим подручјима науке и уметности, посебно у антропологији, психологији, психијатрији, социологији, менталној хигијени, социјалном раду, књижевности, васпитању. Према истраживањима у разним подручјима науке, културе и опште цивилизације, Фројдов допринос несумњиво спада у врх научних открића, посебно у друштвеним и хуманистичким наукама.

## Фројдова психологија - психоанализа
Сигмунд Фројд је главни представник психоанализе. Он је изнео теорију по којој је човек несвесно биће, без могућности слободног одлучивања, не може доносити рационалне одлуке, па чак ни владати самим собом. То је у потпуности одударало од дотадашњег традиционалног схватања и тумачења човека.

### Топографија личности
Фројд дели личност, тј. људски ум на 3 нивоа: несвесно, предсвесно и свесно.
Несвесно је за њега најважније. Подручје несвесног је највеће и до њега можемо доћи само уз помоћ других. То је мноштво садржаја који нас могу јако узнемиравати. Оно садржи све оно негативно у животу и представља опасност, јер не мирује него се жели пробити у свесно и тако у нама ствара напетост. Те мисли, сјећања или пориви толико су узнемиравајући (под неке од узнемирујућих несвесних тема спадају инцест, мржња према браћи и сестрама, родитељима, супружницима или сећања на трауме из детињства) да би свест о њима довела до осећаја анксиозности.
У несвесном се налазе:
- садржаји који су репресијом потиснути механизмом потискивања и има их највише
- несвесно знање и информације које имамо, али никад нису прешле кроз нашу свест и нису научене
- искуства која имамо, али их не можемо вербализирати.

Задатак психоанализе је да уђе у несвесно, да види што се догађа, да избаци то у свесно и да реши проблем. Фројд износи 8 ситуација које су погодне за анализу несвесног:
- Хипноза – опуштено стање у којем особа не пружа никакав отпор већ говори све што је психијатар пита.
- Слободна асоцијација – класична психоаналитичка техника у којој особа свесно говори што јој прво падне на памет.
- Снови – краљевски пут у несвесно. Прелазак из несвесног у свесно је јако тежак и то нам не допушта наша свест, цензура. Тада би наш ЈА био угрожен. Кад ми спавамо, спава и наша цензура и тада долази до преласка. Међутим, снови излазе у симболима због страха да се цензура не пробуди. Тако Фројд разликује два садржаја сна: латентни (онај који садржи симболе које онда треба протумачити) и манифестни (онај који даје право значење)
- Шале, погрешке и пропусти
- Подаци о томе што појединац код других људи не воли јер појединац приговара другоме за особине које и он сам има.
- Подаци о животу. Људи се због неуспеха често одају неким претераним конзумацијама нпр. алкохола, а то је заправо несвестан начин самокажњавања за неуспех.
- Отпор неким темама у разговору
- Уметничка дела представљају неуротичке симптоме који су сами по себи израз несвесног

У личности, осим несвесног постоје и други нивои свести. То су:
- Предсвесно – сви садржаји које концентрацијом и вољом могу прећи у свесно
- Свесно – све оно чега смо сад свесни

Већина симбола у Фројдовим записима има сексуалне конотације. Претпоставка за такве интерпретације почива на томе што је Фројд под утицајем викторијанске ере, када је већина људи била сексуално инхибирана, веровао да се потиснути сексуални осећаји И жудње изражавају кроз снове у симболичком облику.

### Структура личности
Фројд говори о три структуре које чине личност:
- Ид – Ид је урођена компонента личности, налази се у несвесном. Он садржи све оно психолошко код појединца, све оно наслеђено, а то су као прво инстинкти или нагони, аутоматске реакције. Сва психичка енергија долази из ида. Его и суперего не би могли функционисати без ида. Ид је средиште свега анималног, неограниченог, животињског. Он не признаје никакве законе, ограничења, правила, не жели бити спутан, не познаје никакве забране. Ид ради и делује по принципу угоде како би смањио психичку напетост. Он је ирационалан, нарцистичан и импулсиван. У њему је најприсутнији либидо (нагон).[20]
- Его – Присутан је код одраслог човека. Его је структура која функционише по принципу реалности. Фројд каже да је его ту да би контролисао ид, да би га ограничио, усмерио... Он је онај који усмерава личност према напретку, разликује реалност и фикцију. Има способност трпљења: трпи напетост, одгађа је. Он зна планирати да би дошао до задовољења на реалан начин. Способан је на промену. Располаже когнитивним капацитетима, али не функционише без ида.
- Суперего – то је део личности који се најкасније развија. Није урођен, него се развија социјализацијом. Он је морални чувар личности. На темељу усађених норми он суди што је добро а што лоше у поступању личности, је ли то у складу с нормама или не. Функционише по принципу идеалности и страха. Его помаже да суперего не оде превише у идеалност. Фројд у суперегу разликује 2 структуре:
- Его-идеал – развија се под утицајем награда и похвала. Его-идеал у појединцу изазива осећај поноса и властите вредности
- Савест – развија се под утицајем казни, забрана или из страха. Савест изазива осећај кривње и греха.

Од три структуре које чине личност за Фројда је најслабији его. Ид се углавном налази у несвесном нивоу личности. Его је распоређен у све три, али га највише има у предсвесној, док суперега највише има у свесној.

## Лични живот
У октобру 1886. Фројд ступа у брак с Мартом Бернајс с којом ће имати шесторо деце. Између осталог и кћерку Ану Фројд која ће касније постати угледна психоаналитичарка на пољу дечије психологије.
Волео је да путује. Мало чланова породице га је пратило више дана на путовањима јер је форсирао енергичан темпо на путовањима. Посетио је Котор и неколико далматинских градова.

## Одабрана дела
- Расправе о хистерији, 1895.
- Тумачење снова, 1899.
- Психопатологија свакодневног живота, 1904.
- Хумор и његов однос према несвесном, 1905.
- Тотем и табу, 1913.
- Уводна предавања из психоанализе, 1916-18.
- С оне стране принципа задовољства, 1920.
- Его и Ид, 1923.
- Будућност једне илузије, 1927.
- Нелагодност у култури, 1930.
- Проблем анксиозности, 1936.
- Мојсије и монотеизам, 1939.